# Oxyonchus striatus
Oxyonchus striatus is een rondwormensoort uit de familie van de Enoplidae. De wetenschappelijke naam van de soort is voor het eerst geldig gepubliceerd in 1988 door Keppner.